# Achberg
Achberg è un comune tedesco di 1 756 abitanti situato nel land del Baden-Württemberg.